# Weberbauerocereus
Weberbauerocereus ist eine Pflanzengattung aus der Familie der Kakteengewächse (Cactaceae). Der botanische Name der Gattung ehrt den preußischen Biologen August Weberbauer.

## Beschreibung
Die  Arten der Gattung Weberbauerocereus wachsen strauchartig bis baumähnlich, verzweigen an der Basis oder darüber. Sie bilden manchmal Stämme aus. Die säulenförmigen Triebe sind aufrecht oder gebogen und manchmal kletternd. Aus den weißen bis gelblichen, wolligen Areolen entspringen Dornen, die oft kräftig sind.
Die großen, röhren- bis glockenförmigen Blüten sind weißlich, bräunlich rosa oder rötlich und öffnen sich meist in der Nacht. Das Perikarpell und die Blütenröhre sind dicht mit Schuppen und Haaren bedeckt.
Die kugelförmigen, grünlich purpurn bis orangegelben Früchte weisen Durchmesser von 3 bis 5 Zentimeter auf und sind mit auffälligen Haaren besetzt. Der Blütenrest ist ausdauernd, das Fruchtfleisch weiß. Die Früchte enthalten schwarze, glänzende Samen.

## Systematik und Verbreitung
Die Arten der Gattung Weberbauerocereus sind in Peru und im Norden von Chile verbreitet.
Die Erstbeschreibung der Gattung wurde 1942 von Curt Backeberg vorgenommen. Die Typusart der Gattung ist Weberbauerocereus weberbaueri. 

### Systematik nach N.Korotkova et al. (2021)
Die Gattung umfasst die folgenden Arten:
- Weberbauerocereus cephalomacrostibas (Werderm. & Backeb.) F.Ritter
- Weberbauerocereus churinensis F.Ritter
- Weberbauerocereus cuzcoensis Kníže
- Weberbauerocereus longicomus F.Ritter
- Weberbauerocereus madidiensis Quispe & A.Fuentes[4]
- Weberbauerocereus rauhii Backeb.
- Weberbauerocereus torataensis F.Ritter
- Weberbauerocereus weberbaueri (K.Schum. ex Vaupel) Backeb.
- Weberbauerocereus winterianus F.Ritter

Ein Synonym der Gattung ist Meyenia Backeb. (1931, nom. illeg.).

### Systematik nach E.F.Anderson/Eggli (2005)
Zur Gattung gehören die folgenden Arten:
- Weberbauerocereus albus F.Ritter = Weberbauerocereus longicomus F.Ritter
- Weberbauerocereus churinensis F.Ritter
- Weberbauerocereus cuzcoensis Kníže
- Weberbauerocereus johnsonii F.Ritter = Weberbauerocereus winterianus F.Ritter
- Weberbauerocereus rauhii Backeb.
- Weberbauerocereus torataensis F.Ritter
- Weberbauerocereus weberbaueri (K.Schum. ex Vaupel) Backeb.
- Weberbauerocereus winterianus F.Ritter

Ein Synonym der Gattung ist Meyenia Backeb. (1931, nom. illeg.).

## Nachweise